# 北代堅助
北代 堅助（きただい けんすけ、1833年（天保4年） - 1868年3月16日（慶応4年2月23日））は、江戸時代後期土佐藩の郷士、足軽。折衝隊六番隊士。堺事件十一烈士の一人。諱は堅勝、通称は堅介、北代健助とも書かれる。

## 来歴
- 1833年（天保4年）、土佐藩郷士の北代家[2]の子息として土佐国長岡郡十市村（現高知県南国市）に生まれる。
- 新規足軽として召抱えられ、1868年（慶応4年）箕浦元章の率いる折衝隊（六番隊）に属して、摂州大坂、泉州堺の警備の任につく。
- 堺の警備中の同2月15日、上官からの「撃て」との号令を受けて、フランス人に対して発砲した。（堺事件）
- 事件後、堺事件の責任を取って切腹する者を土佐稲荷神社[3]の神前において籤引きで決めることとなり、「切腹」となる当たり籤を引く。
- 同2月23日、堺妙国寺の本堂前で9番目に切腹[4]、介錯は武市助吾が務めた。享年36。

辞世の句は「身命ハかくなるものとうち捨てゝ　とゝめほしきハ名のミ也けり」である。
妙国寺宝珠院に葬られた。法名は忠固堅勝居士。
また、土佐の北代堅助邸跡の裏山にも堅助の墓が作られている。

## 堺事件十一烈士
- 箕浦猪之吉元章
- 西村左平次氏同
- 池上弥三吉光則
- 大石甚吉良信
- 杉本広五郎義長
- 勝賀瀬三六稠迅
- 山本哲助利雄
- 森本茂吉重政
- 北代堅助源堅勝
- 稲田貫之丞樌成
- 柳瀬常七義好

## 補注
1. ↑  名字の読みは「キタシロ」と誤記されることがあるが「キタダイ」が正しい。
2. ↑  北代家は、郷士といっても坂本龍馬の家と同様に、旧長宗我部氏家臣の子孫では無く、先祖が江戸時代に行われた新田開発の際に郷士株を手に入れて郷士になった系統の家柄である。
3. ↑  大阪府大阪市西区北堀江4-9
4. ↑  堅助の後2名が切腹し、都合11人が切腹を終え、12人目にかかろうという時に、フランス人の立会人が退場したため、残る9名の切腹は中止されることになった。
5. ↑  妙国寺（所在 大阪府堺市堺区材木町東4丁1-4）
6. ↑  墓碑には「忠固堅勝居士、慶応4辰年2月23日、土佐 北代堅助源堅勝、行年三十六」とある。
7. ↑  高知県南国市十市人形谷